# 郑济焘
郑济焘，直隶丰润人，是一名清朝政治人物。
郑济焘曾于1803年接替杨玺任松江府知府一职，1807年由黄定文接任。